# 多度津造船
多度津造船（たどつぞうせん）は、香川県仲多度郡多度津町の造船会社。今治造船グループの系列会社である。

## 概要
太平洋戦争の戦時体制による企業合同と造船合理化政策によって、1943年に今治造船とともに伊予木鉄造船として設立された。愛媛県越智郡波止浜町の工場敷地は塩田を埋め立てて建設された。戦中は木鉄交造船や上陸用舟艇を建造していたが、戦後、産業設備営団から設備・機械の払い下げを受け、鋼船の建造を開始、1950年に波止浜造船に社名を変更した。
1970年代に入り建造船の大型化で波止浜地区が手狭になったことから、来島どっくの大西工場（愛媛県大西町）、今治造船の丸亀工場（香川県丸亀市）に続いて、波止浜造船も多度津工場（香川県多度津町）を建設して拠点を移したが、オイルショックの影響による造船不況で経営状況が悪化した。
1976年に常石造船に全株式の約27％を譲渡し業務提携。1977年10月には従業員の3分の1に当たる350人の人員整理と主力の多度津工場を業務提携先の常石造船に賃貸することを盛り込んだ再建計画を打ち出した。しかし、1977年12月9日には会社更生法の適用を申請し倒産。負債総額は約420億円で造船史上最大規模の倒産となった。
その後は常石造船の支援を受けて再建を進め、1988年に本社を今治市から多度津工場に移転。今治市の本社・工場は船舶修繕専門のハシゾウ（現あいえす造船）が分社化され発足した。1988年6月には当初計画を3年繰り上げて更生手続きを終結した。2000年に常石造船に吸収合併され波止浜造船は消滅、多度津工場は常石造船多度津工場となった。
2013年2月、ツネイシホールディングスは多度津工場からの撤退を表明、多度津造船として分社化した後、今治造船へ売却された。

### 沿革
- 1943年 - 波止浜で伊予木鉄造船として創業
- 1948年12月 - 鋼船建造開始[2]
- 1950年 - 波止浜造船に社名を変更
- 1970年 - 大島造船を買収、大島分工場とする
- 1972年 - 宇和島運輸の筆頭株主となり、傘下に収める[7]。
- 1973年 - 香川県多度津町に新工場を建設、波止浜工場は修繕中心となる
- 1976年 - 常石造船と業務提携。宇和島運輸の株式を松岡家が取得し、グループから離脱[7]。
- 1977年12月 - 会社更生法の適用を申請し倒産。負債総額は約420億円。
- 1988年5月 -  大島分工場が独立、ハシゾウ（現あいえす造船）を設立
- 1988年 - 本社を多度津工場に移転。波止浜工場をハシゾウに譲渡し、修繕船事業を継続する。
  - 6月 - 会社更生手続を終結。
- 2000年6月 - 常石造船との合併により、常石造船多度津工場となる
- 2013年3月27日 - 常石造船の完全子会社として多度津造船を設立[6]
- 2013年9月1日 - 多度津造船に多度津工場の全事業を継承[6]
- 2014年12月31日 - 常石造船が保有する多度津造船の全株式を今治造船に譲渡[6]
- 2015年1月1日 - 今治造船グループの一部となる

## 事業拠点

### 現在の事業所
- 多度津工場

香川県仲多度郡多度津町東港町1-1 北緯34度16分50.9秒 東経133度44分41.6秒
敷地面積：40万m2、建物面積：8万6千m2、建造設備：第1号船渠（380m×59m）

### 過去の事業所
- 波止浜工場

愛媛県今治市波止浜 北緯34度6分26秒 東経132度58分15.9秒
現在は今治造船今治工場の一部となっている。
- 大島分工場

愛媛県今治市吉海町本庄332番地 北緯34度9分8.5秒 東経133度1分39.6秒
芸予諸島の離島の一つである大島に所在する。現在はあいえす造船の本社工場として稼働している。